# Poudre de guttete
La poudre de guttete était un remède réputé antiépileptique de la famille des poudres et pilules selon sa forme galénique. Elle faisait partie de la pharmacopée maritime occidentale au XVIIIe siècle .
Elle était préparée par contusion, trituration ou mouture selon l'ouvrage de Dorvault avec :
- du gui de chêne : 4 g ;
- du dictame blanc : 4 g ; (écorce de la racine de la fraxinelle) ;
- des racines de pivoine : 4 g ;
- des graines de pivoine : 4 g ;
- des graines d'arroche : 2 g ; (chenopode des jardins) ;
- du corail rouge : 2 g ;
- de l'ongle d'élan : 4 g.

Autres noms possibles : 
- Poudre de gui composée
- Poudre antiépileptique
- Poudre du Marquis.